# Rabbit School: Els guardians de l'ou d'or
Rabbit School: Els guardians de l'ou d'or (originalment en alemany, Die Häschenschule – Jagd nach dem Goldenen Ei) és una pel·lícula alemanya de comèdia d'aventures del 2017 dirigida per Ute von Münchow-Pohl a partir d'un guió de Katja Grübel i Dagmar Rehbinder, basada en la novel·la infantil alemanya de 1924 Die Häschenschule, escrita per Albert Sixtus i il·lustrada per Fritz Koch-Gotha. La pel·lícula d'animació infogràfica es va estrenar en el 67è Festival Internacional de Cinema de Berlín el febrer de 2017 i es va estrenar a les sales d'Alemanya el 16 de març de 2017. Va recaptar 3.416.299 dòlars a tot el món. S'ha doblat al català oriental i al valencià.